# Đẩy thuyền
Đẩy thuyền (còn gọi là chèo thuyền, ship couple hay ship) là hoạt động của người hâm mộ nhằm gán ghép mối quan hệ lãng mạn gồm hai người trở lên, từ nhân vật hư cấu (trong phim, văn học, truyền hình, v.v.) cho đến nhân vật ngoài đời thật. Đây là một thuật ngữ chung cho sự quan tâm của người hâm mộ đối với sự phát triển đang diễn ra của mối quan hệ nào đó trong một tác phẩm hư cấu. Đẩy thuyền thường dưới dạng những tác phẩm sáng tạo, bao gồm fanfiction và fan art, thường xuất bản trên internet. Người tham gia vào việc này gọi là shipper.

## Từ nguyên
"Đẩy thuyền" hay "chèo thuyền" có thể xuất phát từ "ship", khi là một từ riêng biệt, nghĩa là thuyền trong tiếng Anh. Tuy nhiên nguồn gốc chữ "ship" được cho là viết gọn từ "relationship", nghĩa là mối quan hệ trong tiếng Anh. "Shipping" đầu tiên trở nên phổ biến và được chấp nhận là giữa nhân vật Kirk và Spock trong phim truyền hình Star Trek vào giữa những năm 1970, có tên gọi là Kirk/Spock, và sau đó gọn hơn là "K/S". Đây là lý do tại sao mối quan hệ giữa hai người đàn ông bây giờ thường được gọi là "slash", "đam mĩ", "nam nam".
Nghĩa thực của "ship cặp" được ra đời vào khoảng năm 1995 bởi những người hâm mộ internet của chương trình truyền hình The X-Files, họ tin rằng hai nhân vật chính, Fox Mulder và Dana Scully, nên hoặc đang có một mối quan hệ lãng mạn.   Lúc đầu, bộ phận fan tham gia ship cặp tự gọi mình là "relationshipper"; rồi sau đó R'shipper, 'shipper, và cuối cùng chỉ là shipper.

## Ký hiệu và thuật ngữ
"Ship cặp" và các thuật ngữ xoay quanh hiện nay đã được sử dụng rộng rãi và linh hoạt. "Ship cặp" được xem là một hiện tượng; "thuyền" là khái niệm của một cặp đôi hư cấu; "đẩy thuyền" một cặp đôi có nghĩa là gán ghép cặp đôi lại bằng cách này hay cách khác; một "shipper" hay "fangirl/boy" là người tham gia gán ghép; một "ship war" là khi hai thuyền nào đó mâu thuẫn với nhau, khiến người hâm mộ của mỗi thuyền tranh cãi. Một thuyền mà một người hâm mộ vô cùng yêu thích được gọi là OTP, viết tắt của One True Pairing. Còn ngược lại, một thuyền mà người hâm mộ không gán ghép thì được gọi là NOTP.
Khi nói đến ship cặp, một thuyền đã được xác nhận bởi chính tác phẩm của nó (nhờ tác giả, nhà sản xuất,... của tác phẩm đó) được gọi là canon, trong khi đó con thuyền bị chìm là một con tàu đã được chứng minh là không thể tồn tại trong canon, hoặc bị tan vỡ bởi những lí do khác nhau trong loạt chính.. Đục thuyền là hành vi của người hâm mộ nhắc tên một nhân vật hoặc một cặp đôi nào đó không liên quan đến cặp đôi đã nêu tên.

### Quy ước đặt tên
Quy ước đặt tên rất đa dạng trong cộng đồng online dành cho cặp đôi mình yêu thích, đặt tên thường là theo tên của một Nhân vật 1 và Nhân vật 2. Cách thứ nhất là sử dụng các kí hiệu như /, x và ghép tên hai người mình ship lại với nhau, có thể là cả họ và tên hoặc chỉ tên. Ví dụ như Kirk/Spock hay Kirk x Spock. Cách thứ hai là ghép tên các cặp đôi lại, bớt một số chữ cái đầu hoặc một số chữ cái cuối đối với các tên trong tiếng Anh, Hàn, Nhật, hoặc chỉ đơn giản là lấy tên gọi của người Việt Nam, Trung Quốc, ghép lại thành một cái tên chính. Ví dụ như, 'Stucky' là tên gọi của mối quan hệ giữa Captain America và Winter Soldier trong Marvel Comics.
Nhiều biến thể dành riêng cho fandom tồn tại và thường sử dụng thuật ngữ dành riêng cho fandom. Những người này thường sử dụng các từ mô tả mối quan hệ giữa các nhân vật trong bối cảnh vũ trụ hư cấu và chỉ cần thêm từ "ship" vào cuối. Thuật ngữ khác có thể mơ hồ hơn, sử dụng chữ số, mã code và biệt danh làm tên thuyền. Ví dụ như: 0113 chỉ mối quan hệ giữa hai cầu thủ người Việt Nam là thủ môn Bùi Tiến Dũng và tiền đạo Hà Đức Chinh.

## Các loại thuyền

### Cùng giới tính
Trong văn hoá ship cặp, cặp đôi cùng giới tính rất phổ biến; đôi khi chúng được gọi là "nam x nam", "Boy's love", "slash" với hai nhân vật nam hoặc "nữ x nữ", "Girl's love" hoặc "feslash" với hai nhân vật nữ. Trong fandom anime/manga, có thể sử dụng các thuật ngữ tiếng Nhật như yaoi và yuri. Một người hỗ trợ ghép đôi cùng giới tính và đọc hoặc viết truyện cùng giới tính có thể được gọi là "slasher", "hủ nam/nữ".

### Đa thê
Tình tay ba (hay còn được gọi là 3P) là một tình huống gây ra xung đột trong câu chuyện. Cách dễ dàng để giải quyết vấn đề này là ghép cả ba người lại với nhau hoặc cho một nhân vật làm nền cho một cặp đôi nổi bật hơn (nhân vật làm nền còn có tên gọi khác là tuesday, kẻ thứ ba, bóng đèn). Điều này không được nhầm lẫn với một hậu cung, mà thường chỉ là một nhân vật duy nhất được tìm kiếm bởi nhiều người khác. Truyện đa thê không phải lúc nào cũng là tình tay ba, nhưng loại truyện này có xu hướng ít được chấp nhận bởi fandom.

### Liên loài
Liên loài, thường được hiển thị trong các phương tiện truyền thông bao gồm các loài động vật thuộc nhiều loài khác nhau, thường không gây tranh cãi cho đến khi một con người được ghép đôi với một nhân vật không phải mang hình hài của con người . Nó đặc biệt dễ gây tranh cãi khi mang tình yêu giữa người và động vật hoặc furry. chạm tới ranh giới của ái thú.

### Chênh lệch tuổi tác
Sự khác biệt tuổi tác có thể gây tranh cãi trong quá trình ship. Một người lớn tuổi với một người trưởng thành trẻ tuổi, bất cứ ai có một người bất tử hoặc chậm già, thanh thiếu niên với người trưởng thành trẻ tuổi, hoặc ấu dâm đều là một phần của thể loại này. Tuy nhiên, trong anime hay manga như Hetalia, trong đó các nhân vật là những quốc gia được nhân cách hóa, có những khoảng cách tuổi tác lớn, đôi khi hàng trăm năm, sau đó vận chuyển giữa các nhân vật ở nhiều độ tuổi khác nhau được chấp nhận rộng rãi trong fandom.

### Yêu-ghét
Chuyện tình giữa hai nhân vật vừa yêu vừa ghét nhau cũng xảy ra. Truyện thường miêu tả cảnh các nhân vật có cảm xúc tình dục với nhau. Đây là một trong những loại đẩy thuyền phổ biến nhất.